# Lordiphosa serriflabella
Lordiphosa serriflabella är en tvåvingeart som först beskrevs av Toyohi Okada 1966.  Lordiphosa serriflabella ingår i släktet Lordiphosa och familjen daggflugor.
Artens utbredningsområde är Nepal. Inga underarter finns listade i Catalogue of Life.